# Месьцисько (Великопольське воєводство)
Месьцисько (пол. Mieścisko, нім. Markstädt) — місто в Польщі, у гміні Месцисько Вонґровецького повіту Великопольського воєводства.
Населення — 2380 осіб (2011). З 1 січня 2024 року має статус міста.
У 1975-1998 роках село належало до Познанського воєводства.

## Демографія
Демографічна структура станом на 31 березня 2011 року:
|          | Загалом | Допрацездатний вік | Працездатний вік | Постпрацездатний вік |
| -------- | ------- | ------------------ | ---------------- | -------------------- |
| Чоловіки | 1144    | 276                | 780              | 88                   |
| Жінки    | 1236    | 286                | 731              | 219                  |
| Разом    | 2380    | 562                | 1511             | 307                  |